# 日見村
日見村（ひみむら）は、かつて長崎県西彼杵郡にあった村。1955年（昭和30年）2月1日に長崎市に編入合併され自治体としては消滅した。
現在の長崎市日見地区にあたる。

## 地理
野母半島（長崎半島）の北部に位置し、東岸を橘湾に接する。
- 山：日見峠、金比羅岳、水ノ平岳
- 河川：日見川、清水川
- 港湾：網場港

## 沿革
明治初期までは高来郡に属していたが、
1878年（明治11年）の郡区町村編制法施行時に西彼杵郡の管轄となった。
- 1889年（明治22年）4月1日 - 町村制施行により、西彼杵郡日見村が単独村制にて発足。
- 1898年（明治31年）10月1日 - 茂木村のうち古賀浦名・小崎名を当村に編入[1]。
- 1926年（大正15年）4月 - 日見峠に日見トンネル開通。
- 1955年（昭和30年）2月1日 - 長崎市に編入し、自治体としての日見村は消滅。

## 地名
名を行政区域とする。日見村は1889年の町村制施行時に単独で自治体として発足したため、大字は無し。
- 網場名（あば）
- 河内名（ごうち）
- 界名（さかい）
- 宿名（しゅく）
- 古賀浦名 - 1898年、茂木村より編入[1]。
- 小崎名 - 1898年、茂木村より編入[1]。

## 学校
- 日見小学校
- 日見中学校
- 長崎造船高等学校

## 名所・旧跡
- 日見随道[2]